# Nadine G. Barlow
Nadine G. Barlow (La Joya, Estados Unidos 1958-2020) es una astrofísica estadounidense. Actualmente es profesora en el Departamento de Física y Astronomía de la Universidad del Norte de Arizona (NAU). Se convirtió en Vicepresidenta del Departamento de Física y Astronomía de NAU en otoño de 2010. También es directora del Programa de Subvenciones Espaciales de la Universidad del Norte de Arizona/NASA y directora asociada del Consorcio de Subvenciones Espaciales de Arizona. 

## Carrera
Durante su carrera, Barlow ha enseñado en el Palomar College, en la Universidad de Houston-Clear Lake, en la Universidad de Florida Central y en la Universidad del Norte de Arizona, donde actualmente imparte clases. También realizó investigaciones en el Centro Espacial Lyndon B. Johnson de la NASA, en el Instituto Lunar y Planetario y en el Centro de Ciencia de Astrogeología del Servicio Geológico de los Estados Unidos (USGS) en Flagstaff. Fue la primera directora del Observatorio Robinson de la Universidad de Florida Central en Orlando. 
Barlow ha trabajado en varios proyectos de ciencia lunar y planetaria de la NASA, que incluyen: 
- Investigaciones detalladas de cráteres marcianos del foso central
- Investigación de indicadores de material rico en volátiles en Arabia Terra, Marte
- Base de datos de sistemas de información geográfica (GIS) de cráteres de impacto lunar
- Análisis morfológico de los cráteres de impacto en Ganímedes
- Base de datos GIS y herramientas para cráteres de impacto marcianos
- Investigaciones de morfologías y morfometrías del cráter de impacto marciano

Es considerada como una de las mejores eruditas de Marte en el mundo.

## Premios y honores
Barlow recibió el Premio a la Excelencia en la Enseñanza Universitario de la Universidad de Florida Central en el año 2002 y el Premio de Exalumno del Año del Colegio Comunitario de Palomar para 2002-2003. En 1999, fue galardonada nombrándose un asteroide en su honor, 15466 Barlow, por la Unión Astronómica Internacional (IAU).

## Obras seleccionadas
- Mars: An Introduction to its Interior, Surface, and Atmosphere ISBN 978-0521852265 (2008)[3]
- Space Sciences ISBN 002865546X (co-editor, 2002)
- Encyclopedia of Earth Sciences ISBN 0028830008 (co-editor, 1996)[4]